# کوپریویسه
کوپریویسه (به لاتین: Koprivice) یک منطقهٔ مسکونی در مونته‌نگرو است که در شهرداری نیکشیچ واقع شده‌است. کوپریویسه ۱۱۷ نفر جمعیت دارد.